# Prasinocyma niphosporas
Prasinocyma niphosporas är en fjärilsart som beskrevs av Louis Beethoven Prout 1930. Prasinocyma niphosporas ingår i släktet Prasinocyma och familjen mätare. Inga underarter finns listade i Catalogue of Life.